# George (Familienname)
George ist ein Familienname.

## Namensträger

### A
- Alexander George (Philosoph), US-amerikanischer Philosoph und Schachkomponist
- Alexander L. George (1920–2006), US-amerikanischer Politikwissenschaftler
- Alexander Segger George (* 1939), australischer Botaniker
- Alwyn George (* 1992), indischer Fußballspieler
- Anju Bobby George (* 1977), indische Leichtathletin
- Arthur George (1915–2013), australischer Jurist und Fußballfunktionär
- August George-Mayer (1834–1889), österreichischer Maler

### B
- Barbara George (1942–2006), US-amerikanische Sängerin
- Benjamin George (1739–1823), deutscher Unternehmer
- Bevan George (* 1977), australischer Hockeyspieler
- Bill George (Footballspieler) (William J. George; 1929–1982), US-amerikanischer American-Football-Spieler
- Bill George (Manager) (William W. George; * 1942), US-amerikanischer Manager, Managementwissenschaftler und Hochschullehrer
- Bill George (Spezialeffektkünstler), Filmtechniker
- Bob George (1921–2013), britischer Biologe
- Bobby George (* 1945), englischer Dartspieler
- Brian George (* 1952), israelischer Schauspieler
- Britt George (* 1971), US-amerikanischer Schauspieler und Filmproduzent

### C
- Camilla George (* 1988), nigerianische Jazzmusikerin
- Catrin George Ponciano (* 1967), deutsche Schriftstellerin und Journalistin
- Charlie George (* 1950), englischer Fußballspieler
- Chris George (Baseballspieler, 1966) (Christopher Sean George; * 1966), US-amerikanischer Baseballspieler
- Chris George (Eishockeyspieler) (* 1971), kanadischer Eishockeyspieler
- Chris George (Baseballspieler, 1979) (Christopher Coleman George; * 1979), US-amerikanischer Baseballspieler
- Christopher George (1931–1983), US-amerikanischer Schauspieler
- Christopher Paul George (* 1980), US-amerikanischer Unternehmer und Krimineller
- Courtney George (* 1986), US-amerikanische Curlerin

### D
- Dan George (1899–1981), kanadischer Schauspieler
- David George (Radsportler) (* 1976), südafrikanischer Radsportler
- David George (Fußballspieler) (früher David Ölkü; * 1993), österreichischer Fußballspieler
- David Lloyd George (1863–1945), britischer Politiker
- David Lloyd George, 1. Earl Lloyd George of Dwyfor (1863–1945), britischer Politiker und Premierminister
- Davorn George (* 1994), dominicanischer Fußballspieler
- Dean George (* 1987), englischer Badmintonspieler
- Deon George (Basketballspieler) (* 1971), kanadischer Basketballspieler
- Devean George (* 1977), US-amerikanischer Basketballspieler
- Dileep George (* 1977), US-amerikanischer Neurowissenschaftler

### E
- Eddie George (* 1973), US-amerikanischer American-Football-Spieler
- Edward George, Baron George (1938–2009), britischer Bankmanager und Politiker
- Eileen George (1899–1998), kanadische Badmintonspielerin
- Elizabeth George (* 1949), US-amerikanische Schriftstellerin
- Elmer George (1928–1976), US-amerikanischer Rennfahrer
- Emma George (* 1974), australische Stabhochspringerin
- Enderson George (* 1982), lucianischer Fußballspieler
- Eugenio George († 2014), kubanischer Volleyballtrainer

### F
- Fatty George (1927–1982), österreichischer Jazzmusiker
- Finidi George (* 1971), nigerianischer Fußballspieler
- Francis George (1937–2015), US-amerikanischer Kardinal

### G
- Gladys George (Gladys Clare Evans; 1904–1954), US-amerikanische Schauspielerin
- Götz George (1938–2016), deutscher Schauspieler
- Gwilym Lloyd George, 1. Viscount Tenby (1894–1967), britischer Politiker

### H
- Haimo George (1933–1985), deutscher Jurist und Politiker (CDU)
- Harold L. George (1893–1986), US-amerikanischer Luftfahrtpionier und Generalleutnant der U.S. Air Force
- Heinrich George (1893–1946), deutscher Schauspieler
- Henry George (Ökonom) (1839–1897), US-amerikanischer Politischer Ökonom
- Henry George junior (1862–1916), US-amerikanischer Politiker
- Henry George (Radsportler)  (1891–1976), belgischer Radrennfahrer

### I
- Inara George (* 1974), US-amerikanische Singer-Songwriterin
- Isaac George (* 1957), nigerianischer Schauspieler

### J
- J. R. George, Pseudonym von Hans Hömberg (1903–1982), deutscher Schriftsteller
- Jamal George (* 2002), Schweizer Basketballspieler
- James George (Diplomat) (1918–2020), kanadischer Diplomat
- James George (Gewichtheber) (* 1935), US-amerikanischer Gewichtheber
- James Z. George (1826–1897), US-amerikanischer Politiker
- Jamie George (* 1990), englischer Rugbyspieler
- Jan George (* 1931), deutscher Fotograf, Sohn von Heinrich George und älterer Bruder von Götz George
- Jann George (* 1992), deutscher Fußballspieler
- Jason George (* 1972), US-amerikanischer Schauspieler
- Jason George (Basketballspieler) (* 2001), deutscher Basketballspieler
- Javid George (* 1998), dominicanischer Fußballspieler
- Jean Craighead George (1919–2012), US-amerikanische Schriftstellerin
- Jens George (* 1969), deutscher Hockeytrainer und -spieler
- John George (Leichtathlet) (1882–1962), britischer Leichtathlet
- John George (Schauspieler) (1898–1968), US-amerikanischer Schauspieler
- John George (Rennfahrer) (* 1961), britischer Automobilrennfahrer und Unternehmer
- Jordan George (* 1990), deutsch-amerikanischer Eishockeyspieler
- Jules George (1903–1983), belgischer Ruder und Fußballfunktionär

### K
- Karl George (1913–1978), US-amerikanischer Jazz-Trompeter
- Kevan George (* 1990), Fußballspieler aus Trinidad und Tobago
- Keyonte George (* 2003), US-amerikanischer Basketballspieler
- Kyshawn George (* 2003), Schweizer Basketballspieler

### L
- Leila George (* 1992), australische Schauspielerin
- Leopold George (1811–1873), deutscher Philosoph, Theologe und Hochschullehrer
- Leroy George (* 1987), niederländisch-surinamischer Fußballspieler
- Lesle-Ann George (* 1985), südafrikanische Hockeyspielerin
- Linda George (* 1960), irakische Sängerin
- Lloyd R. George (1925–2012), US-amerikanischer Politiker
- Lowell George (1945–1979), US-amerikanischer Musiker
- Lucille George-Wout (* 1950), niederländische Politikerin und Gouverneurin von Curaçao
- Lynda Day George (* 1944), US-amerikanische Schauspielerin

### M
- Magdalena George (1924–1986), deutsche Kunsthistorikerin
- Manfred George (1893–1965), deutscher Journalist, Publizist und Übersetzer
- Margaret George (* 1943), US-amerikanische Historikerin und Schriftstellerin
- Martin George (* 1948), deutscher evangelischer Kirchenhistoriker
- Mary Charles George (1913–2008), Pädagogin und Politikerin von St. Kitts und Nevis
- Maureen George (* 1955), simbabwische Hockeyspielerin
- Mayron George (* 1993), costa-ricanischer Fußballspieler
- Megan Lloyd George (1902–1966), britische Politikerin (Liberal Party, Labour Party)
- Melissa George (* 1976), australische Schauspielerin
- Melvin Clark George (1849–1933), US-amerikanischer Politiker
- Michèle George (* 1974), belgische Reiterin
- Myron V. George (1900–1972), US-amerikanischer Politiker

### N
- Nelson George (* 1957), US-amerikanischer Autor, Kritiker, Produzent und Regisseur
- Newell A. George (1904–1992), US-amerikanischer Politiker
- Nick George (* 1982), britischer Basketballspieler
- Nina George (Pseudonyme Anne West, Nina Kramer; * 1973), deutsche Schriftstellerin und Journalistin

### O
- Oorlagh George (* 1980), US-amerikanisch-nordirische Filmproduzentin und Oscarpreisträgerin
- Oskar George (1920–1981), deutscher Gewerkschaftsfunktionär
- Owen Lloyd George, 3. Earl Lloyd-George of Dwyfor (1924–2010), britischer Peer und Politiker

### P
- Patience Okon George (* 1991), nigerianische Sprinterin
- Paul George (* 1990), US-amerikanischer Basketballspieler
- Paul George (Fußballspieler) (* 1994), irischer Fußballspieler
- Peter George (Autor) (1924–1966), britischer Autor
- Peter George (Gewichtheber) (1929–2021), US-amerikanischer Gewichtheber
- Peter George (Ökonom) (1941–2017), kanadischer Ökonom und Universitätspräsident
- Peter George (Schiedsrichter) (* 1945), deutscher Basketballschiedsrichter
- Philip George (* 1993), britischer DJ und Musikproduzent
- Phylicia George (* 1987), kanadische Bobsportlerin und Leichtathletin
- Pierre George (1909–2006), französischer Geograph

### R
- Raby George (* 1992), schwedischer Fußballspieler aramäisch-syrischer Abstammung
- Randy George (Musiker), US-amerikanischer Bass-Gitarrist
- Randy A. George (* 1964), US-amerikanischer Vier-Sterne-General
- Regina George (* 1991), nigerianische Sprinterin US-amerikanischer Herkunft
- Robert George (1896–1967), britischer General und Gouverneur des australischen Bundesstaats South Australia
- Robert P. George (* 1955), US-amerikanischer Rechtswissenschaftler
- Roger George (1921–1998), schweizerisch-deutscher Tänzer, Choreograf, Ballettmeister und Tanzpädagoge
- Rowland George (1905–1997), britischer Ruderer
- Russell George (* 1932), US-amerikanischer Jazzmusiker

### S
- Sam Nartey George (* 1985), ghanaischer Politiker und Mitglied des Parlaments von Ghana
- Saude George (1931–2010), kenianischer Hockeyspieler
- Scott George, US-amerikanischer Komponist und Sänger
- Siegfried George (1933–2017), deutscher Politikdidaktiker
- Sophia George (* 1964), jamaikanische Sängerin und Lehrerin
- Stanley George (* 1963), indisch-amerikanischer Biograf und Politikberater
- Stefan George (1868–1933), deutscher Dichter und Schriftsteller
- Stefan George (Musiker) (1952–2015), US-amerikanischer Blues- und Jazzgitarrist
- Stefan George (Politiker) (1806–1888), Landtagsabgeordneter Großherzogtum Hessen
- Susan George (Politikwissenschaftlerin) (* 1934), amerikanisch-französische Politikwissenschaftlerin und Schriftstellerin
- Susan George (Schauspielerin) (* 1950), britische Schauspielerin und Filmproduzentin
- Susan Elizabeth George (* 1949), US-amerikanische Schriftstellerin, siehe Elizabeth George
- Susanne George (* 1963), deutsche Übersetzerin

### T
- Tami-Adrian George (vor 1992), US-amerikanische Schauspielerin
- Terry George (* 1952), irischer Regisseur und Drehbuchautor
- Thomas George (* 1994), britischer Ruderer
- Tina George (* 1978), US-amerikanische Ringerin
- Tony George (* 1959), US-amerikanischer Motorsport-Unternehmer
- Tyler George (* 1982), US-amerikanischer Curler
- Tyrique George (* 2006), englischer Fußballspieler

### U
- Uwe George (* 1940), deutscher Journalist, Forscher und Buchautor

### W
- Walter George (Leichtathlet) (1858–1943), britischer Leichtathlet
- Walter George (Politiker) (1929–1996), US-amerikanischer Politiker
- Walter F. George (1878–1957), US-amerikanischer Politiker und Jurist
- Walter George (Politiker) (1929–1996), US-amerikanischer Politiker
- Walter Lionel George (1882–1926), englischer Schriftsteller
- Werner George (* 1913), deutscher Eishockeyspieler
- William George (Mediziner) (* 1943), britischer Chirurg und Hochschullehrer
- William J. George (1929–1982), US-amerikanischer American-Football-Spieler, siehe Bill George (Footballspieler)
- William Lloyd George, 3. Viscount Tenby (1927–2023), britischer Wirtschaftsmanager und Politiker
- William W. George (* 1942), US-amerikanischer Manager, Managementwissenschaftler und Hochschullehrer, siehe Bill George (Manager)
- Willard H. George (1889–1956), amerikanischer Kürschner
- Winston George (* 1987), guyanischer Leichtathlet

### Y
- Yvonne George (1896–1930), belgische Sängerin und feministische Schauspielerin